# Katarina Brandmuseum

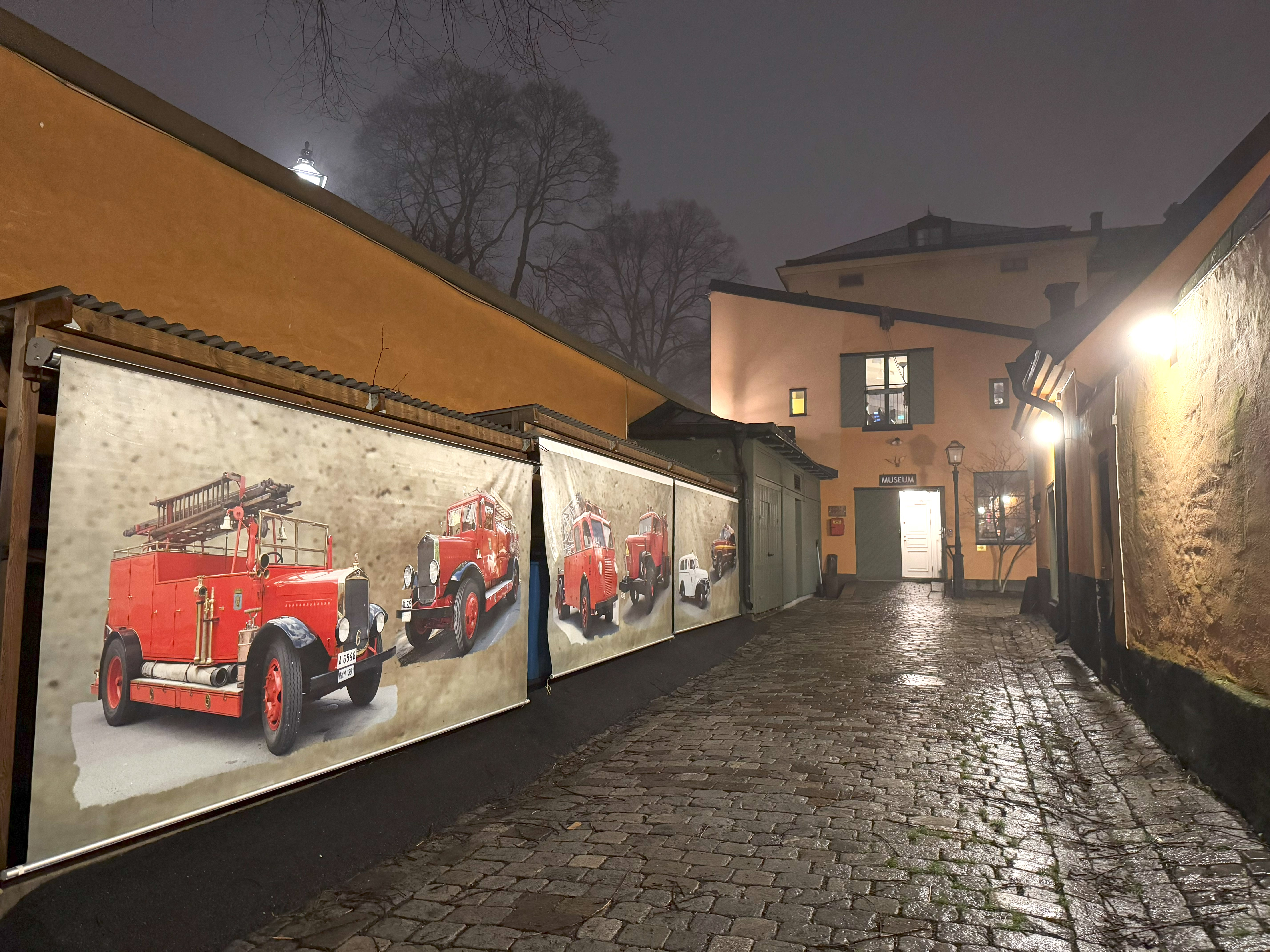
Katarina Brandmuseum.

Katarina Brandmuseum är ett mindre arbetslivsmuseum i anslutning till Katarina brandstation vid Tjärhovsgatan 9 på Södermalm i Stockholm. Museet invigdes 1992. Museet drivs av den ideella föreningen Röde Hanen som bildades 1933.

## Allmänt

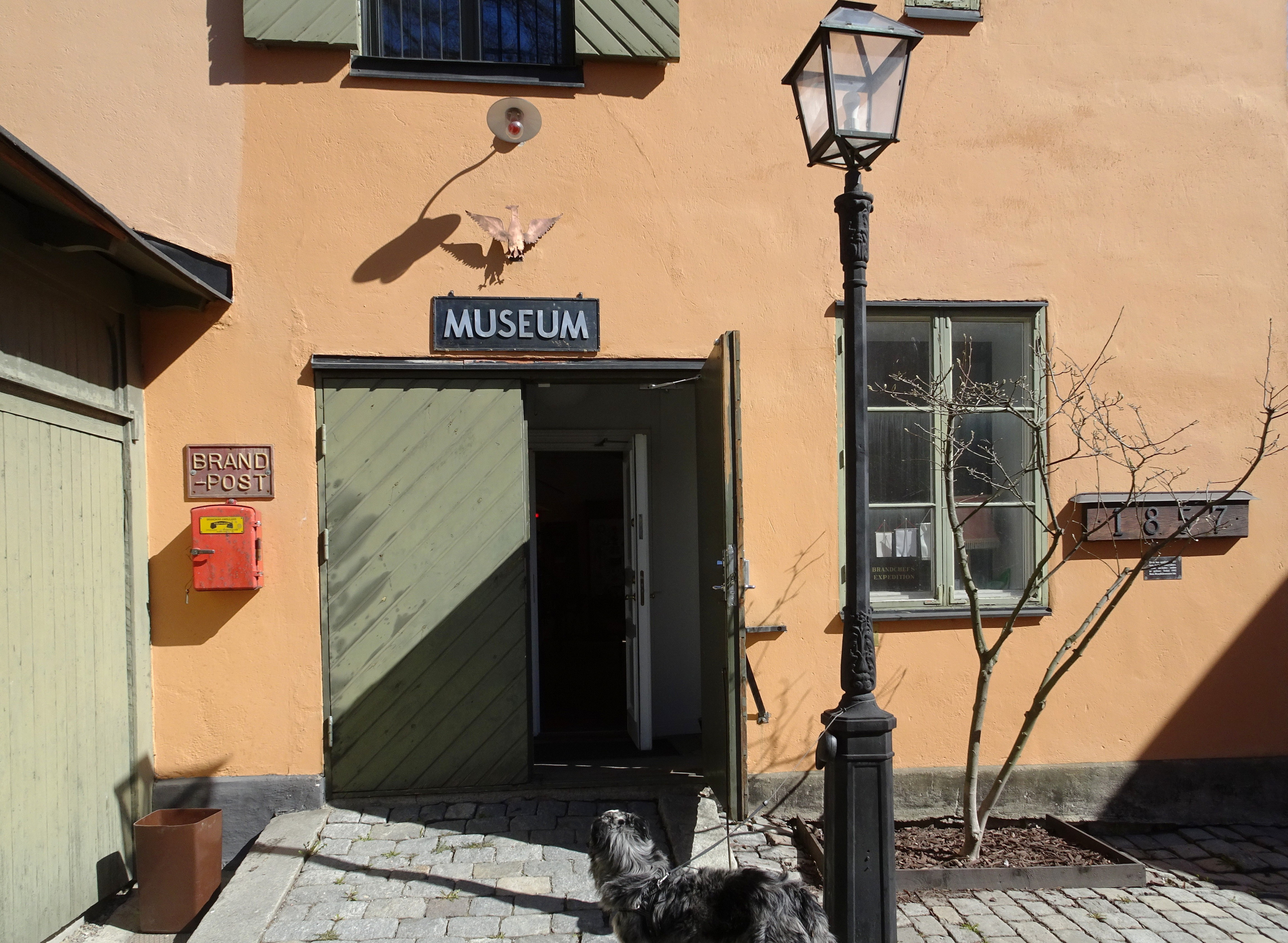
Katarina Brandmuseum, entré

Katarina Brandmuseum ligger i ett tidigare stall, som uppfördes 1857 för Stadsvakten i Stockholm i byggnaden som numera kallas Sifwertska kasernen. Senare övertogs stallet av polisen och därefter av Katarina brandstation som använde det till förråd. När brandstationen byggdes om åren 1986–1990 iordningställdes det gamla polisstallet för museiändamål. Mindre, spridda utställningar hade gjorts tidigare, men 1992 kunde föremålen utställas i ett ändamålsenligt museum inrett av medlemmar i föreningen ”Röde Hanen”, personal från Katarina brandstation i samarbete med Stadsmuseet i Stockholm. År 2016 genomfördes en omfattande renovering av museet som nyinvigdes den 9 augusti samma år.

## Utställning
Museets utställningsföremål härrör från 1800-talets senare del fram till idag. Stommen i utställningen är Röde Hanens arkiv och samlingar. Några av de större föremålen är en brandtelegraf i marmor och trä samt två hästdragna brandsprutor. Museet förfogar även över en ångspruta från 1907 och en automobilmotorspruta från 1931 som dock inte kan visas på grund av platsbrist.

## Bilder

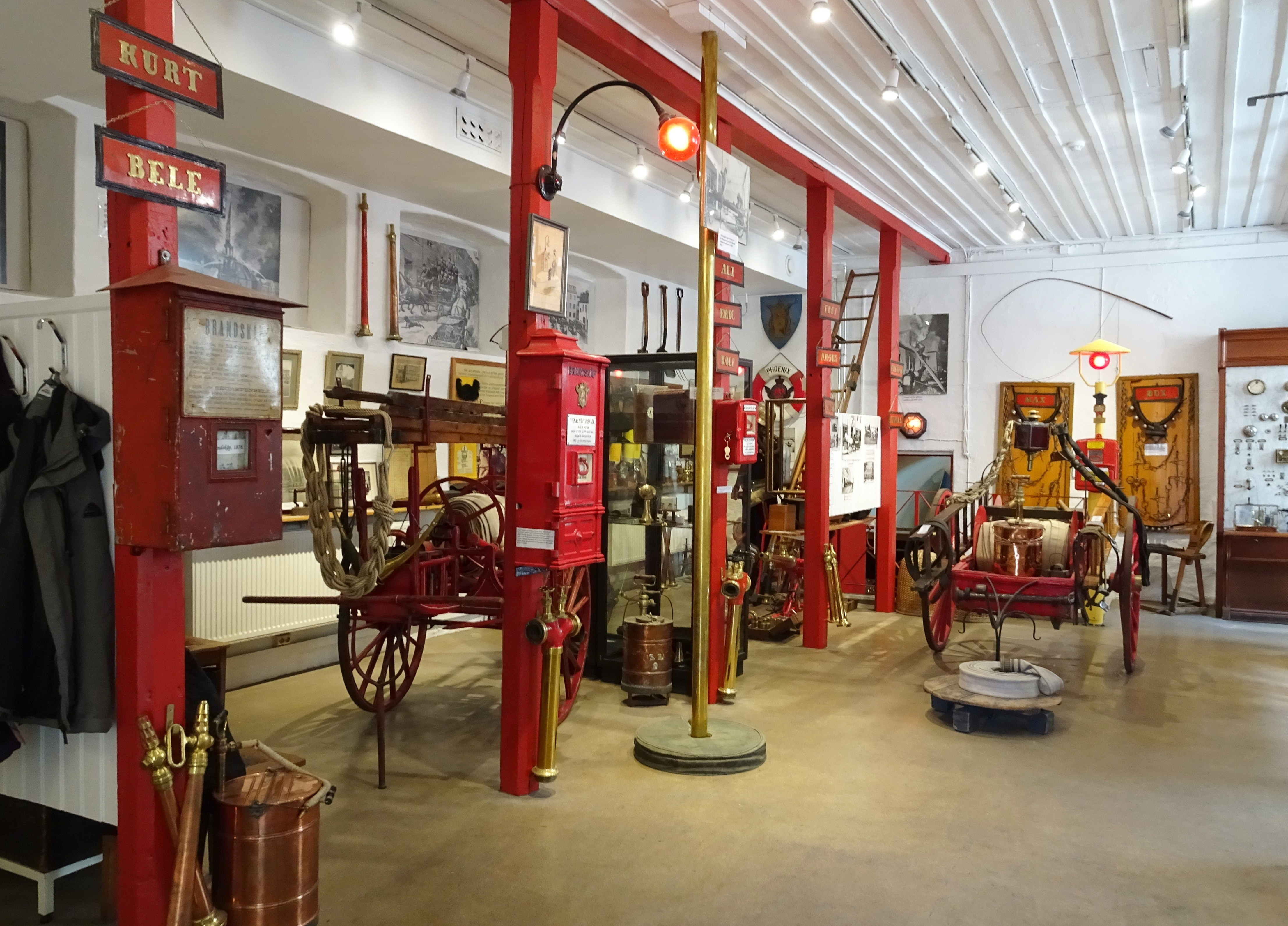
Utställningslokalen.
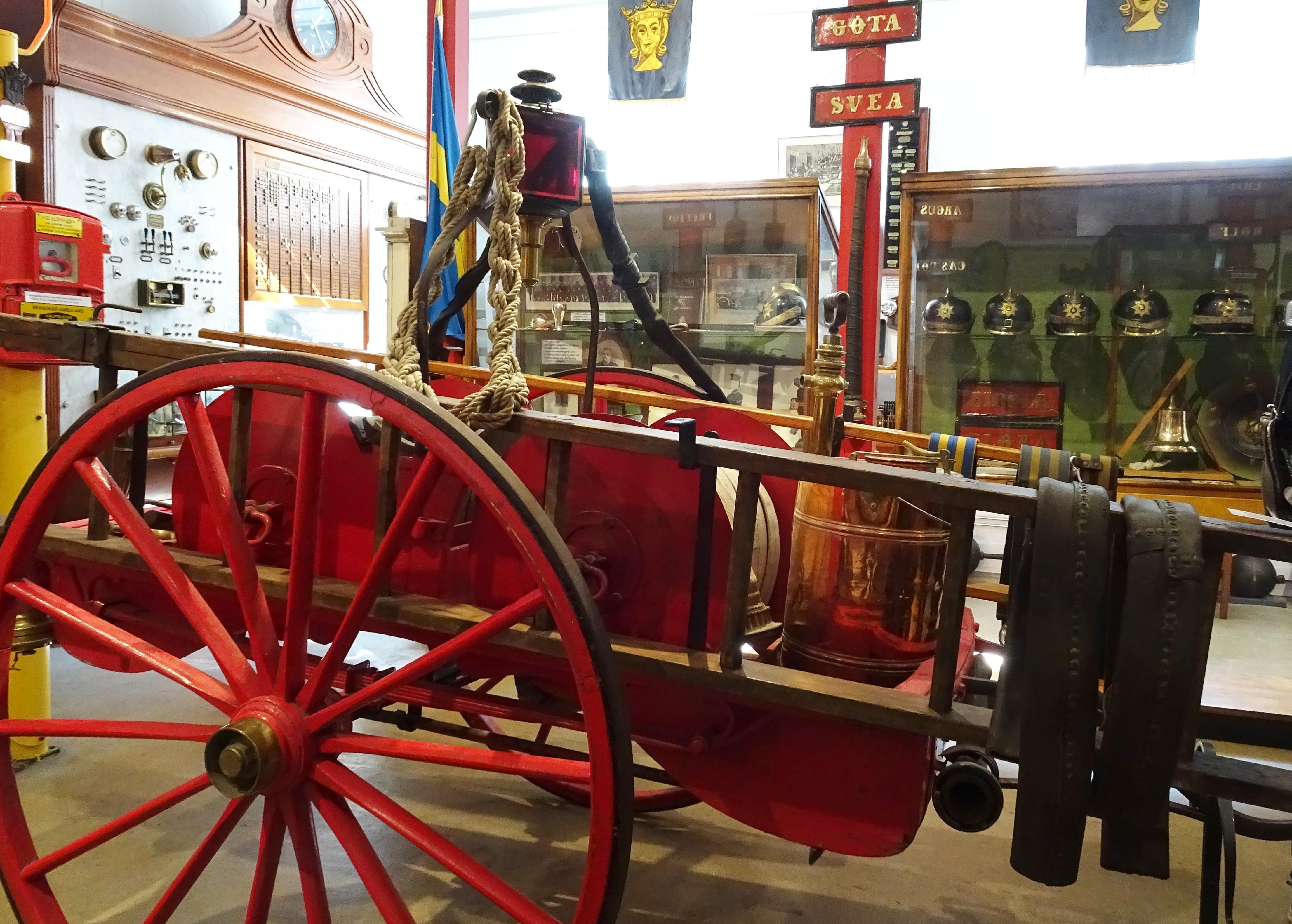
Hästdragen brandspruta.
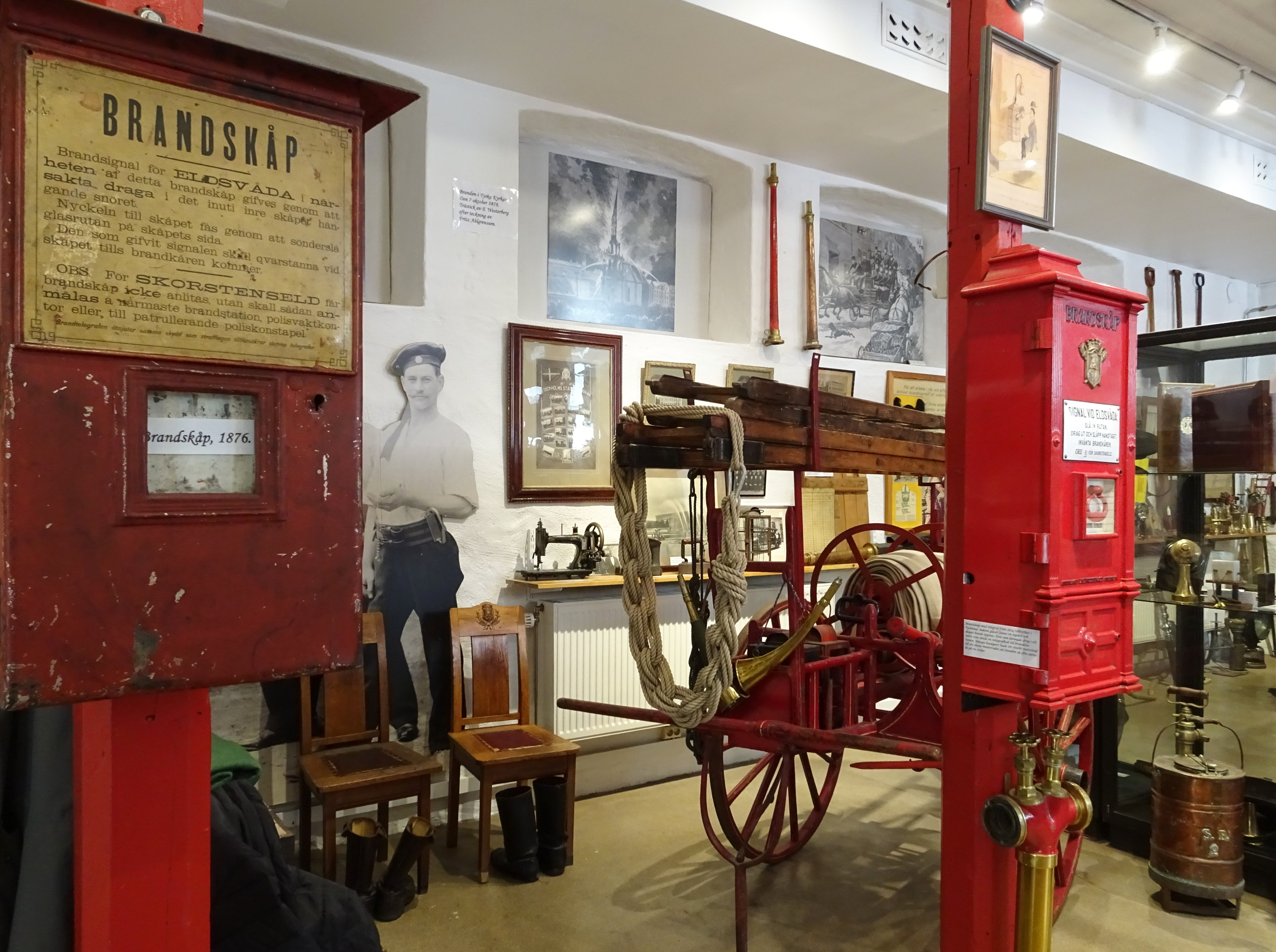
Äldre brandskåp.
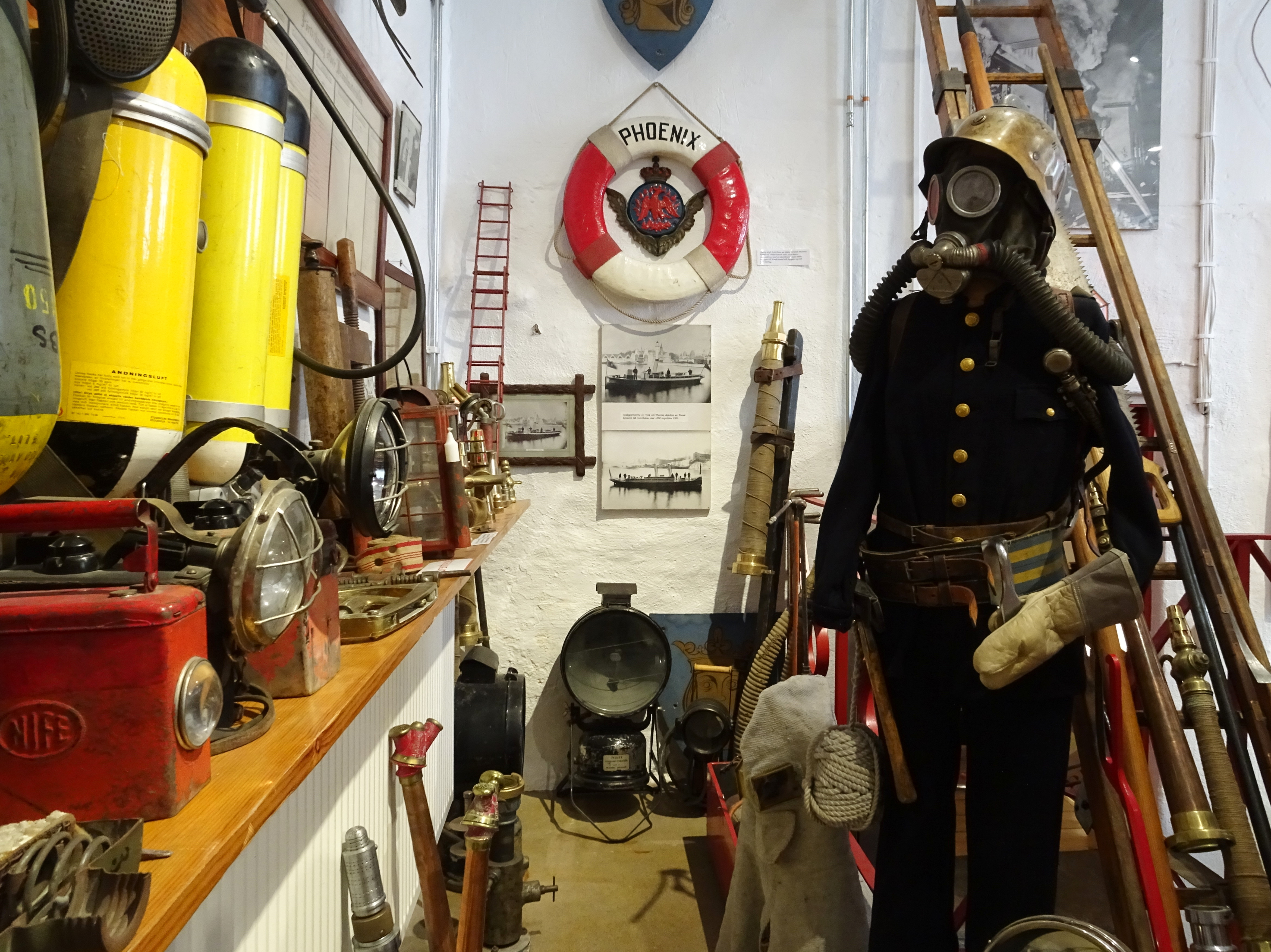
Utrustning för rökdykare.
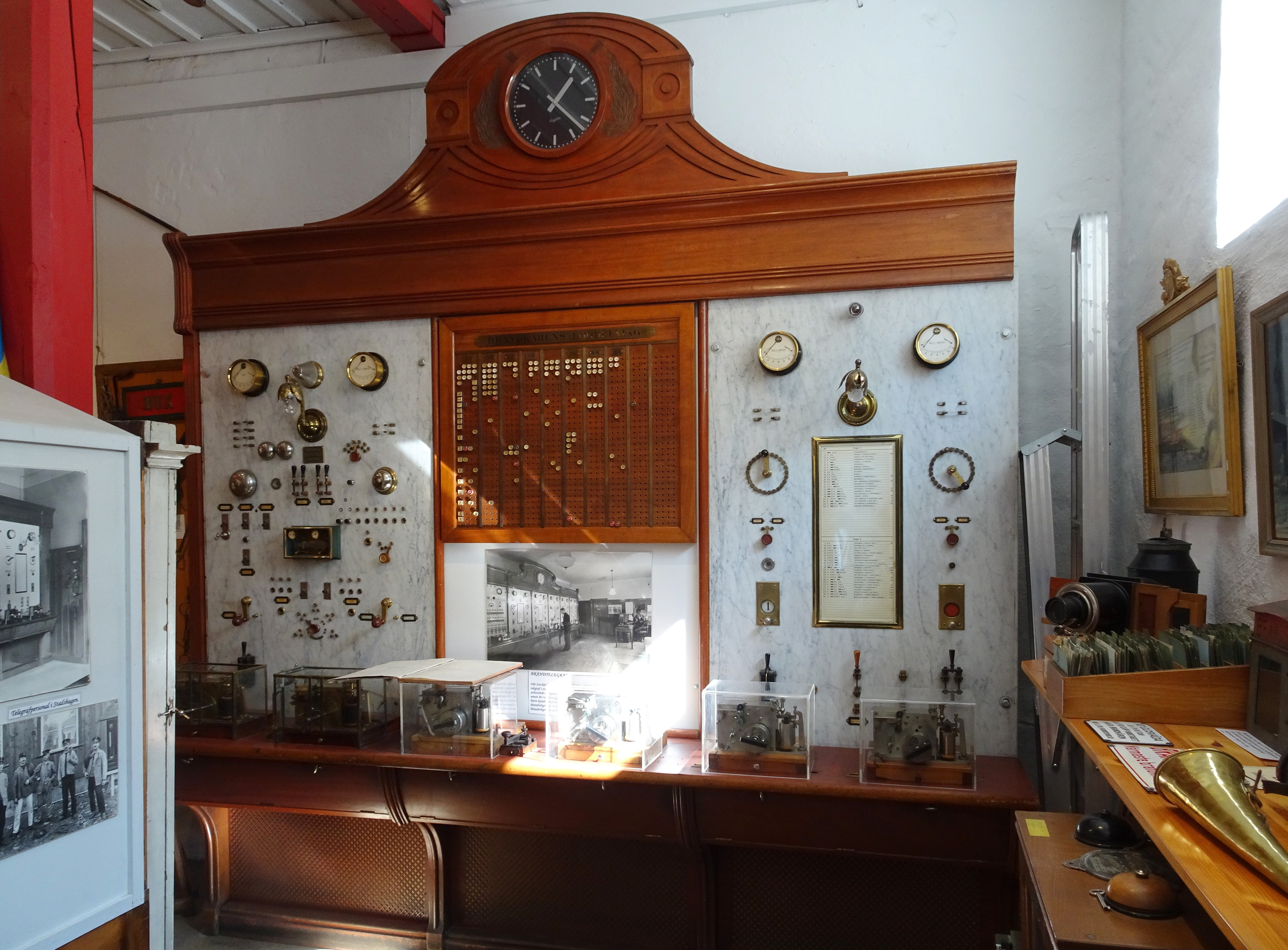
Brandtelegrafen.